# La Tola
La Tola ist eine Ortschaft und eine Parroquia rural („ländliches Kirchspiel“) im Kanton Eloy Alfaro der ecuadorianischen Provinz Esmeraldas. Die Parroquia besitzt eine Fläche von etwa 153 km². Die Einwohnerzahl lag im Jahr 2010 bei 2005.

## Lage
Die Parroquia La Tola liegt an der Pazifikküste im Nordwesten von Ecuador. Das Verwaltungsgebiet weist einen 14 km langen Küstenstreifen auf und reicht etwa 10 km ins Landesinnere. Im Osten wird das Verwaltungsgebiet vom Río Cayapas und dessen Mündung begrenzt. Der Hauptort La Tola befindet sich an der Mündung des Río Cayapas 8 km südwestlich vom Kantonshauptort Valdez. 
Die Parroquia La Tola grenzt im Nordosten an die Parroquia Valdez, im Osten an die Parroquia Tambillo (Kanton San Lorenzo), im Südosten an die Parroquia Borbón, im Süden an die Parroquia Anchayacu sowie im Südwesten an die Parroquia Santa Lucía de las Peñas.

## Orte und Siedlungen
In der Parroquia gibt es folgende Comunidades: Majagual, Molina, Olmedo, La Tola, Cuerval, Zapotal und Santa Lucía-Garrapata.

## Geschichte
Die Parroquia La Tola wurde am 29. Mai 1861 im Kanton Esmeraldas gegründet. Am 16. Oktober 1941 wurde die Parroquia dem neu geschaffenen Kanton Eloy Alfaro zugeschlagen. Am 2. August 1011 wurde der westliche Teil der Parroquia ausgegliedert und bildet seither die Parroquia Santa Lucía de las Peñas.